# 卧佛院摩崖造像

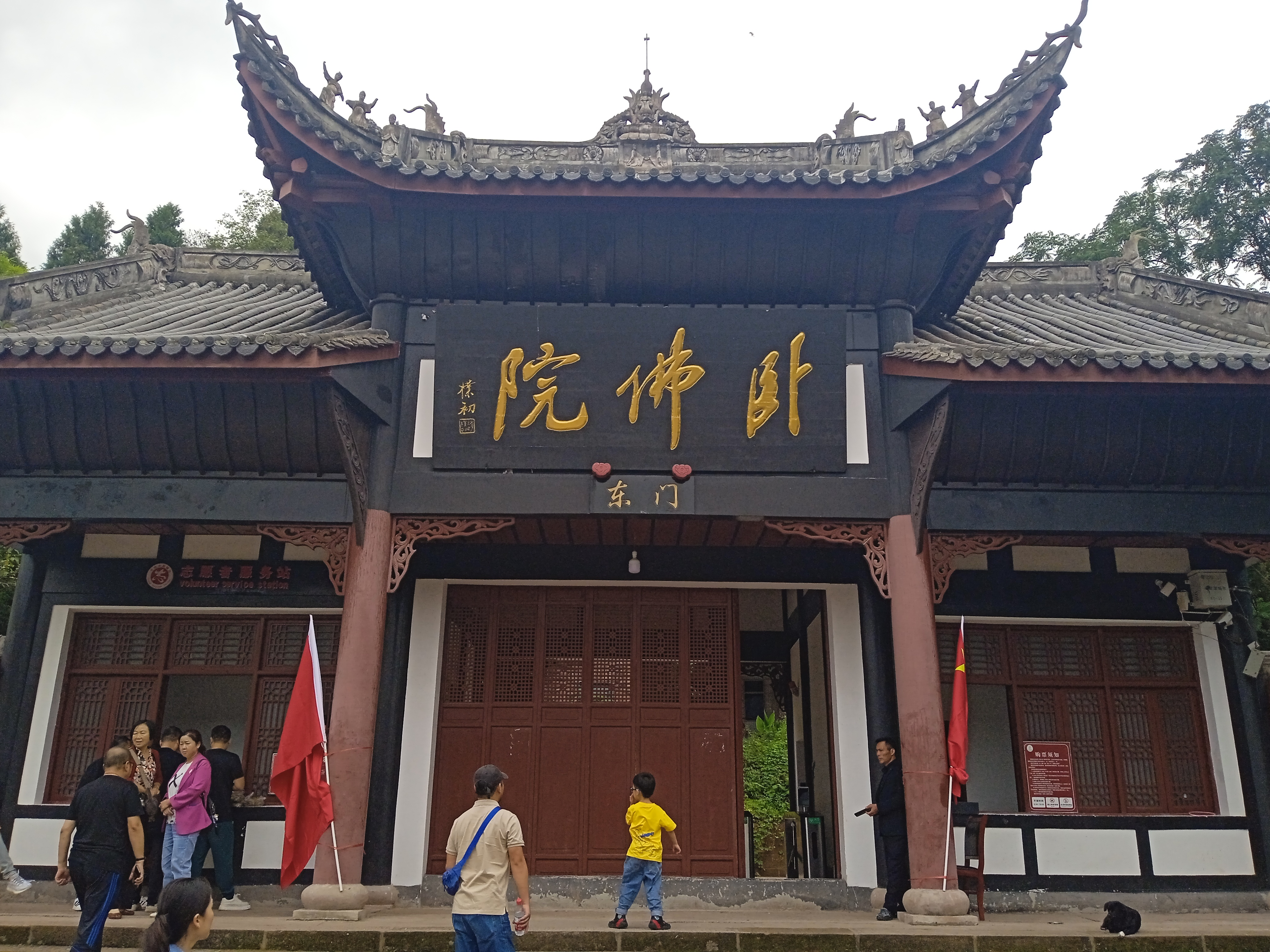
景区出入口

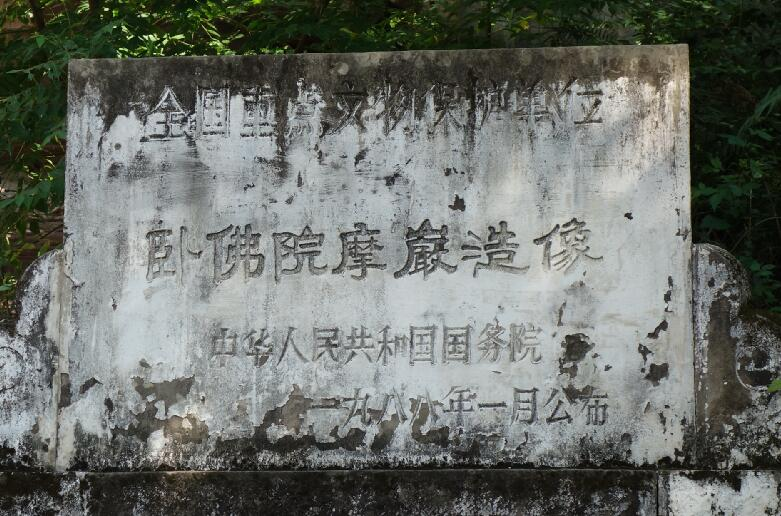
国保碑

卧佛院摩崖造像位于中国四川省安岳县卧佛镇卧佛村，跑马滩水库旁，毗邻遂宁市安居区东禅镇。
卧佛院摩崖造像分布于“几”字形山沟中的南北两崖壁，在总长约500米的崖壁上凿有139个石窟，共有造像1600尊，佛经约26万字。其开凿年代始于唐代，北宋后衰落。最著名的造像是北岩4号窟“释迦摩尼涅磐图”，即俗称的“卧佛”，全长23米，头长3米，肩宽3.1米。南岩以石刻佛经为主，共15窟。
1988年1月13日列為第三批全國重點文物保護單位，1991年4月16日公佈為四川省第三批文物保護單位。2006年公布第六批全国重点文物保护单位时将安岳县其它重要的摩崖造像与其合并，名称定为安岳石窟。